# Boris Lumbana
Boris Lumbana, född den 19 juni 1991 i Kinshasa, Zaire, är en svensk fotbollsspelare och musiker. Som musiker använder han artistnamnet "Boris René".

## Fotbollskarriär
Lumbana inledde sin fotbollskarriär som senior i Örebro SK. År 2011 lånade klubben ut honom till isländska Knattspyrnufélag Akureyrar (KA Akureyri). I november 2014 skrev han på för Degerfors IF i samband med att hans kontrakt med Örebro SK gick ut. Sommaren 2016 avslutade han sin fotbollskarriär för att istället fokusera på sin musikkarriär.
Sommaren 2019 gjorde Boris en återkomst till fotbollen i GAIS då han skrev kontrakt med klubben säsongen ut. Efter Säsongen 2019 blev det klart att Boris förlängde sitt kontrakt även över säsongen 2020. Samma sak hände efter säsongen 2020 då Boris fick fortsatt förtroende från GAIS. I februari 2022 meddelade Lumbana att han lämnade klubben och flyttade till Örebro för att satsa på en civil karriär.

## Musikkarriär
Han fick sitt genombrott när han deltog i Melodifestivalen 2016. Han tävlade i Melodifestivalens tredje deltävling i Norrköping den 20 februari 2016 med bidraget "Put Your Love on Me" som var skriven av honom själv, Tobias Lundgren och Tim Larsson. SaRaha, som tävlade med låten "Kizunguzungu" blev tillsammans med Boris René de två som gick vidare till andra chansen i Halmstad den 5 mars. Han gick sedan vidare till finalen där han kom på 10:e plats med sammanlagt 41 poäng. Efter Melodifestivalen försökte Lumbana att kombinera sitt arbete som elitfotbollsspelare med artistkarriären, men bestämde sig i slutet av augusti för att satsa på musiken fullt ut. Han tävlade även i Melodifestivalen 2017 med låten "Her Kiss" som slutade på en 8:e plats i finalen. Han är också en av medlemmarna i Björnzone (musikgrupp)

## Singlar
- 2016 - Put Your Love On Me
- 2017 - Her Kiss
- Mon Amour
- Alive